# Руська Слобідка
Ру́ська Слобі́дка — село Іванівської селищної громади Березівського району Одеської області в Україні. Населення становить 756 осіб. 
В селі працює сільський клуб і бібліотека.Колись була початкова школа.

## Населення

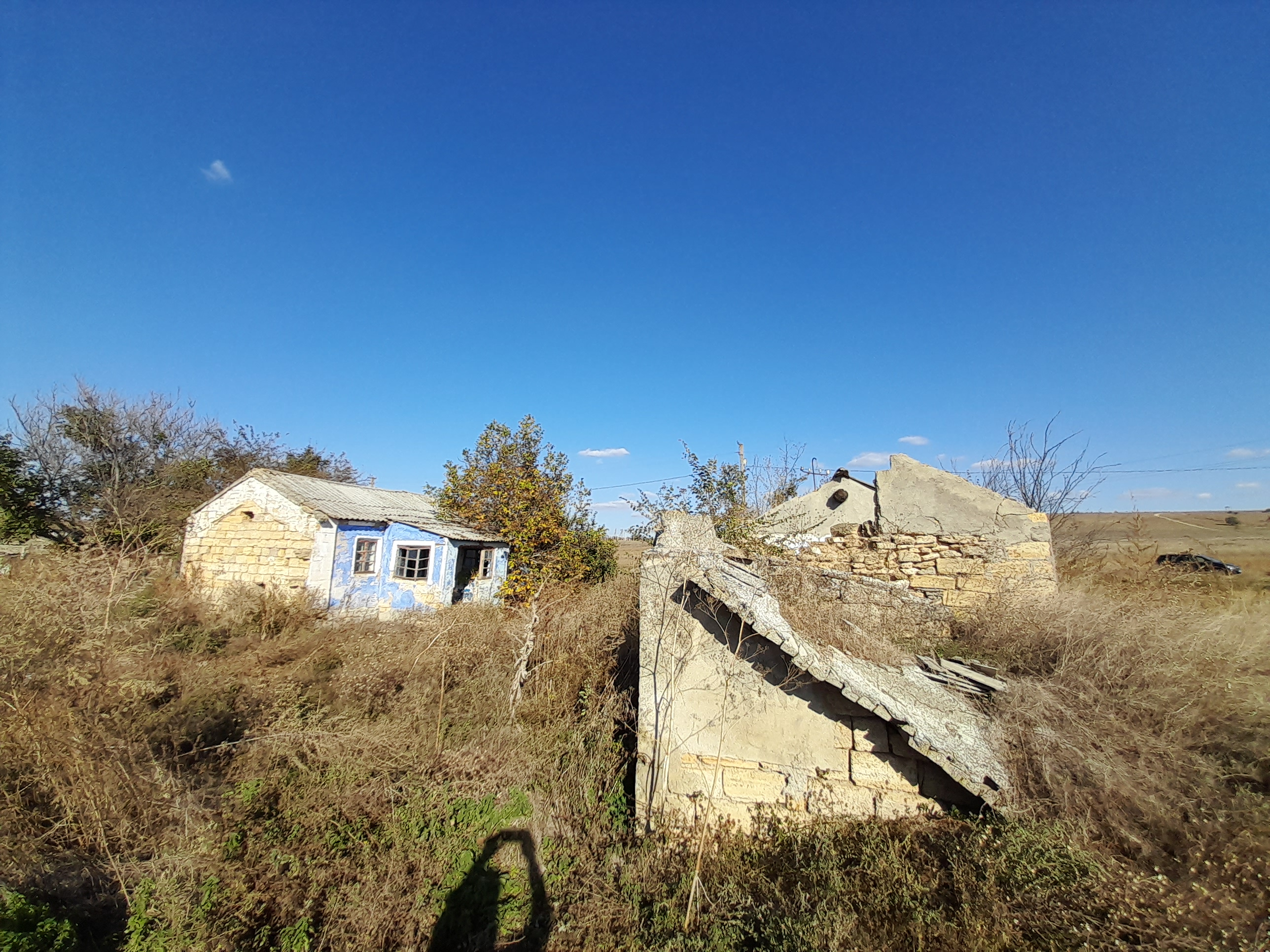
Покинуті хати в селі

Згідно з переписом 1989 року населення села становило 787 осіб, з яких 335 чоловіків та 452 жінки.
За переписом населення 2001 року в селі мешкало 750 осіб.

### Мова
Розподіл населення за рідною мовою за даними перепису 2001 року:
| Мова       | Відсоток |
| ---------- | -------- |
| українська | 90,08 %  |
| російська  | 8,33 %   |
| румунська  | 1,19 %   |
| болгарська | 0,4 %    |